# Vittore Canal
Vittore Canal (Venezia, 1375 – 1458) è stato un politico italiano.
Figlio di Bartolomeo, la sua famiglia, pur di estrazione patrizia, non era particolarmente ricca e, diversamente da altre casate, non si interessò agli investimenti agricoli in terraferma. Nel testamento del parente Gaspare Canal, in cui si fa esplicito riferimento a Vittore e al suo patrimonio, vengono citate solo due case a San Benedetto, sua contrada di origine.
La famiglia fu invece coinvolta nella vita politica e amministrativa interna alla Repubblica di Venezia. Ebbe un ruolo di primo piano nell'ottobre 1425 quando, savio al Consiglio, fu coinvolto in una serie di eventi legati alle relazioni con i Turchi e con re Sigismondo d'Ungheria. In quegli anni, infatti, i Veneziani avevano completato la conquista della Dalmazia, mentre a nordest era stato acquisito il Friuli. Questa politica di espansione finì per suscitare i timori degli Ungheresi che rivendicavano diritti sulle coste orientali dell'Adriatico.
Il 26 ottobre, dunque, giunse a Venezia il cancelliere di Sigismondo per proporre un nuovo trattato di pace: si chiedeva la costituzione di una lega antiturca, un prestito di duecentomila ducati, il permesso di reclutare soldati e costruttori navali nei territori della Serenissima; in aggiunta, si domandava la neutralità della Repubblica in vista di una discesa del sovrano in Italia per essere creato imperatore. Le richieste furono analizzate dal Consiglio dei savi e in particolare dal Canal che nei mesi precedenti si era distinto come interprete delle aspirazioni veneziane in Dalmazia, pur riconoscendo l'importanza di una pace con Sigismondo.
Il 30 ottobre il Canal, con i colleghi Francesco Loredan, Daniele Vitturi e Marco Lippomano, respinse tutte le condizioni perché giudicate sfavorevoli a Venezia sua a livello economico e militare (si veda la richiesta di costruttori di navi), sia in vista dell'ascesa dei Turchi, con i quali si doveva cercare un'intesa piuttosto che lo scontro aperto. Escluso categoricamente l'accordo di pace, ci si limitò, nel 1428, a rinnovare la tregua tra i due Paesi.
Con questo episodio, il Canal concludeva la sua partecipazione alla vita pubblica veneziana.